# Edith Cavell

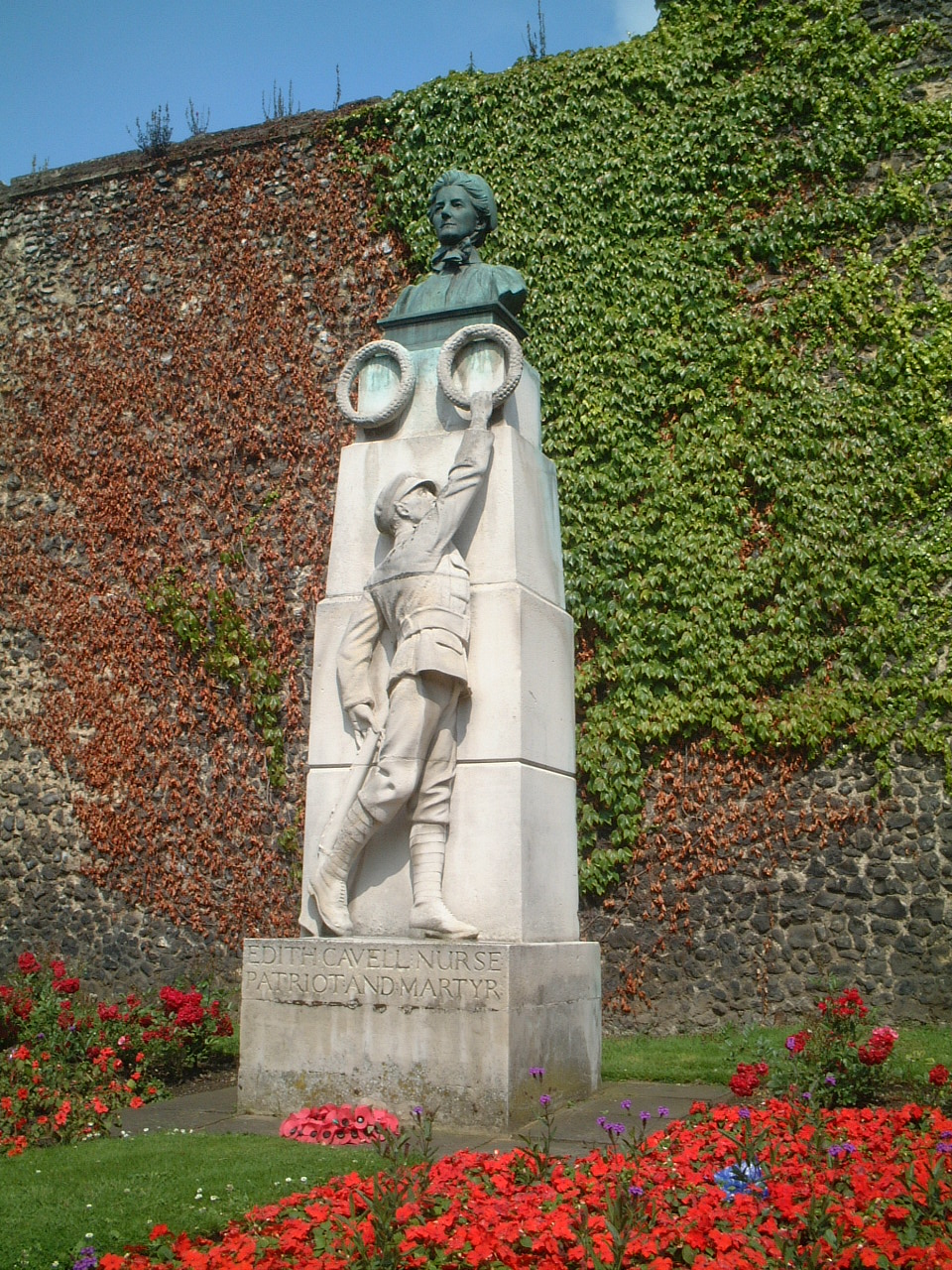
Pomnik Edith L. Cavell obok katedry w Norwich

Edith Louisa Cavell, także spolszcz. Edyta Luiza Cavell (ur. 4 grudnia 1865 w Norfolk, zm. 12 października 1915 w Brukseli) – brytyjska pielęgniarka, której bohaterska działalność i tragiczna śmierć przyniosły sławę i miano męczennicy okresu I wojny światowej.
Edith Cavell była przełożoną szpitala wojskowego w Brukseli w chwili, gdy do stolicy Belgii wkroczyły wojska niemieckie. Przez kilka miesięcy pomagała rannym żołnierzom alianckim; Belgów i Francuzów ukrywała we własnym domu, a Brytyjczykom ułatwiała przedostawanie się do neutralnej w I wojnie światowej Holandii. Udało jej się to w blisko dwustu przypadkach. W końcu jednak została przez Niemców aresztowana i postawiona przed sądem wojennym, który skazał ją na śmierć przez rozstrzelanie. Jej ostatnie słowa przed egzekucją brzmiały: Patriotyzm nie wystarczy, muszę pozbyć się nienawiści i goryczy wobec kogokolwiek...
Po wojnie jej ciało ekshumowano i przetransportowano do rodzinnego Norwich. W Londynie wzniesiono jej pomnik. Jej imieniem nazwano szczyt górski na terenie Parku Narodowego Jasper w Kanadzie (prowincja Alberta) oraz jedną z planetoid ((11073) Cavell).